# Municipio de Norris
El municipio de Norris (en inglés: Norris Township) es un municipio ubicado en el condado de Mellette en el estado estadounidense de Dakota del Sur. En el año 2010 tenía una población de 189 habitantes y una densidad poblacional de 3,42 personas por km².

## Geografía
El municipio de Norris se encuentra ubicado en las coordenadas 43°26′21″N 101°11′27″O / 43.43917, -101.19083. Según la Oficina del Censo de los Estados Unidos, el municipio tiene una superficie total de 55.19 km², de la cual 55,06 km² corresponden a tierra firme y (0,24 %) 0,13 km² es agua.

## Demografía
Según el censo de 2010, había 189 personas residiendo en el municipio de Norris. La densidad de población era de 3,42 hab./km². De los 189 habitantes, el municipio de Norris estaba compuesto por el 19,58 % blancos, el 77,25 % eran amerindios y el 3,17 % eran de una mezcla de razas. Del total de la población el 1,06 % eran hispanos o latinos de cualquier raza.